# Spirale iperbolica

Spirale iperbolica per rθ = 2

Una spirale iperbolica è una curva piana trascendente nota anche come spirale reciproca. Essa è caratterizzata dalla proprietà per cui le coordinate polari dei punti che la compongono sono tra di loro inversamente proporzionali. In questo senso, viene considerata come l'inversa della spirale di Archimede.
La curva fu descritta per la prima volta da Pierre Varignon nel 1704. Fu studiata da Johann Bernoulli tra il 1710 e il 1713, e da Roger Cotes nel 1722.

## Equazione della curva
L'equazione della curva in coordinate polari è:
{\displaystyle r\theta =a},
dove {\displaystyle a} è una costante reale.
L'espressione della curva in coordinate parametriche è:
{\displaystyle {\begin{matrix}x&=&a{\cos t \over t}\\y&=&a{\sin t \over t}\end{matrix}}}
dove il parametro {\displaystyle t} è l'equivalente della coordinata polare {\displaystyle \theta }.

## Caratteristiche
La curva inizia da una distanza infinita dal polo al centro, e si avvolge sempre più velocemente attorno al polo mentre si avvicina. La lunghezza totale del percorso è infinita, così come la distanza di ogni punto della spirale dal polo (lungo la spirale stessa). La spirale ha un asintoto a {\displaystyle y=a}, come dimostrato dai seguenti limiti:
{\displaystyle \lim _{t\to 0}x=a\lim _{t\to 0}{\cos t \over t}=\infty ,}
{\displaystyle \lim _{t\to 0}y=a\lim _{t\to 0}{\sin t \over t}=a\cdot 1=a.}
Per {\displaystyle a>0}, la curva si avvolge in senso antiorario verso il polo, per {\displaystyle a<0} in senso orario; per {\displaystyle a=0}, la spirale si riduce ad un unico punto, il polo.
Facendo rotolare la spirale iperbolica lungo una retta, il polo della spirale disegna una trattrice.